# Jesse Puljujärvi
Jesse Puljujärvi (ur. 7 maja 1998 w Älvkarleby, Szwecja) – fiński hokeista, reprezentant Finlandii.

## Kariera
- Kärpät U16 (2011-2013)
- Kärpät U18 (2012-2014)
- Kärpät U20 (2013-2015)
- Kärpät (2014-2016)
  -  Hokki (2014-2015)
- Edmonton Oilers (2016-2019)
- Bakersfield Condors (2016-2019)
- Kärpät (2019-2021)
- Edmonton Oilers (2020-)
- Carolina Hurricanes (2023)
- Wilkes-Barre/Scranton Penguins (2024-)

Wychowanek klubu Tornion Ice Hockey Club (TIHC). Został zawodnikiem Oulun Kärpät. Przeszedł kolejne szczeble w juniorskich zespołach klubu. Od sezonu Liiga (2014/2015) rozpoczął występy w seniorskiej lidze fińskiej. W maju 2014 podpisał trzyletni kontrakt z klubem. W sezonie 2014/2015 występował w klubie Hokki w drugiej lidze Mestis. W KHL Junior Draft z 2015 do rosyjskich rozgrywek KHL został wybrany przez klub Torpedo Niżny Nowogród. W drafcie NHL z 2016 został wybrany przez Edmonton Oilers z numerem 4. Od lipca 2016 związany z tym klubem trzyletnim kontraktem wstępującym do ligi NHL. W sierpniu 2019 ponownie został zawodnikiem Kärpät. W sierpniu 2020 przedłużył kontrakt o rok. Na początku października 2021 związał się dwuletnim kontraktem z Edmonton Oilers i wrócił do gry w NHL. Pod koniec lutego 2023 zaangażowany przez Carolina Hurricanes, a na początku 2024 przez Wilkes-Barre/Scranton Penguins
Został reprezentantem Finlandii. Uczestniczył w turniejach mistrzostw świata do lat 18 edycji 2015, 2016, mistrzostw świata do lat 20 edycji 2015, 2016. W kadrze seniorskiej kraju uczestniczył na turnieju mistrzostw świata edycji 2017.
W trakcie kariery zyskał pseudonimy Pulju, Pulu.

## Sukcesy
Reprezentacyjne
- Srebrny medal mistrzostw świata juniorów do lat 18: 2015
- Złoty medal mistrzostw świata juniorów do lat 20: 2016
- Złoty medal mistrzostw świata juniorów do lat 18: 2016

Klubowe
- Złoty medal Jr. C SM-sarja: 2013 z Kärpät U16
- Srebrny medal Jr. A SM-sarja: 2014 z Kärpät U20
- Złoty medal mistrzostw Finlandii: 2015 z Kärpät
- Brązowy medal Mestis: 2015 z Hokki
- Brązowy medal mistrzostw Finlandii: 2016 z Kärpät

Indywidualne
- Jr. B SM-sarja (2012/2013):
  - Trofeum Heino Pulliego - najlepszy debiutant sezonu
- Mistrzostwa świata do lat 18 w hokeju na lodzie mężczyzn 2016/Elita:
  - Skład gwiazd turnieju[11]
- Mistrzostwa Świata Juniorów w Hokeju na Lodzie 2016/Elita:
  - Trzecie miejsce w klasyfikacji strzelców turnieju: 5 goli[12]
  - Pierwsze miejsce w klasyfikacji asystentów turnieju: 12 asyst[13]
  - Pierwsze miejsce w klasyfikacji kanadyjskiej turnieju: 17 punktów[14]
  - Piąte miejsce w klasyfikacji +/- turnieju: +8[15]
  - Jeden z trzech najlepszych zawodników reprezentacji na turnieju[16]
  - Skład gwiazd turnieju[17]
  - Najlepszy napastnik turnieju[18]
  - Najbardziej Wartościowy Zawodnik (MVP) turnieju[19]
- Liiga (2019/2020):
  - Piąte miejsce w klasyfikacji strzelców w sezonie zasadniczym: 24 gole[20]
  - Czwarte miejsce w klasyfikacji kanadyjskiej w sezonie zasadniczym: 53 punkty[21]
  - Czwarte miejsce w klasyfikacji +/- w sezonie zasadniczym: +30[22]